# Dimov Gate
Dimov Gate är ett bergspass i Antarktis. Det ligger i Sydshetlandsöarna. Argentina, Chile och Storbritannien gör anspråk på området. Dimov Gate ligger 550 meter över havet.
Terrängen runt Dimov Gate är varierad. Trakten är glest befolkad. Närmaste befolkade plats är forskningsstationen St. Kliment Ohridski, 7,5 kilometer väster om Dimov Gate. 